# Raymond Hitchcock Sketch
Raymond Hitchcock Sketch è un cortometraggio muto del 1924 diretto da Lee De Forest. La pellicola ha come interprete Raymond Hitchcock, un noto attore del vaudeville e del teatro di Broadway. Hitchcok firma anche la sceneggiatura del film. Il regista De Forest era uno scienziato, un fisico che aveva inventato nel 1904 un sistema di cinema sonoro, il Phonofilm che però non riuscì a imporre sul mercato.

## Produzione
Il film fu prodotto dalla Lee De Forest Films.

## Distribuzione
Distribuito dalla Lee De Forest Films, il corto venne presentato negli USA nel 1924.